# وارن فيتزجيرالد
وارن فيتزجيرالد (بالإنجليزية: Warren Fitzgerald)‏ هو لاعب كرة قاعدة أمريكي، ولد في 1868 في بنسيلفانيا في الولايات المتحدة، وتوفي في 7 نوفمبر 1930 في فينيكس في الولايات المتحدة.

## وصلات خارجية
- وارن فيتزجيرالد على موقعبيزبول رفرنس.كوم (الدوري الرئيسي) (الإنجليزية)
- وارن فيتزجيرالد على موقعبيزبول رفرنس.كوم (الدوري الثانوي) (الإنجليزية)